# William L. Shirer
William Lawrence Shirer (23. února 1904, Chicago – 28. prosince 1993, Boston) byl americký novinář a historik. Proslul především svou knihou Vzestup a pád třetí říše (1960), za niž roku 1961 získal National Book Award. Ceněným historickým zdrojem je také jeho Berlínský deník, zápisky z doby, kdy v Berlíně působil jako zpravodaj CBS a mapoval zde vzestup nacismu a začátek druhé světové války. Roku 1964 za to dostal novinářskou cenu Peabody Award.

## Život
V letech 1925 až 1932 byl evropským korespondentem deníku Chicago Tribune. Pokrýval ovšem nejen dění v Evropě, ale i Indii, kde se sblížil s Mahátma Gándhím, o němž později, roku 1979, napsal knihu Gandhi: A Memoir. Poté pět let pracoval pro Hearstovy organizace Universal Service a International News Service, než byl roku 1937 najat pro rozhlasové vysílání CBS. Stal se tak prvním z proslulých "Murrowových hochů" (Murrow Boys), kteří nastavovali standardy zahraničního zpravodajství v USA a obraceli pozornost amerického veřejného mínění ke světovému dění. Působil v Berlíně a Vídni. Jako jediný západní novinář podal objektivní svědectví o anšlusu Rakouska. Využíval toho, že Spojené státy a Německo tehdy oficiálně nebyly ve válečném stavu. Částečně musel ustupovat při vysílání nacistické cenzuře, neboť tehdy byli zahraniční zpravodajové závislí na technice hostujícího státu. Přesto se stal nepohodlným, a když se k němu dostaly informace, že gestapo proti němu chystá provokaci a obvinění ze špionáže, raději Německo roku 1941 opustil.
Po návratu do USA vydal svůj Berlínský deník, kde mohl události popsat objektivně, bez cenzurních zásahů. Do Evropy se vrátil až ke zpravodajskému pokrytí norimberského procesu. Roku 1946 získal za své válečné vysílání Peabody Award. V roce 1947 ovšem došlo mezi ním a Murrowem ke konfliktu (jehož povahu ani jeden z nich nikdy neobjasnil) a Shirer CBS opustil.
Pracoval pak pro soukromou rozhlasovou stanici Mutual Broadcasting System, ale v roce 1950 se objevil na jednom z macarthiovských seznamů lidí podezřelých ze sympatií ke komunismu a práce v médiích se pro něj stala obtížnou. Rozhodl se, že se bude věnovat psaní knih. Vydal tři romány, které však neuspěly. Nebyl v jednoduché situaci a roku 1958 se octl takřka "na mizině". Zachránila ho dotace z nadace židovského bankéře Franka Altschula. Roku 1960 se pak rychle proslavil a finančně zajistil svou historicko-publicistickou knihou Vzestup a pád třetí říše. Prodalo se milion výtisků a kniha získala prestižní Národní knižní cenu v kategorii literatury faktu (nonfiction). Poté vydal další knihy podobného ražení (The Rise and Fall of Adolf Hitler, The Sinking of the Bismarck, The Collapse of the Third Republic ad.). Vydal též třídílnou autobiografii 20th Century Journey.

### Česky vyšlo (první vydání)
- Vzestup a pád třetí říše, L. Marek 2004 (překlad Ludvík Gréc)
- Berlínský deník: zápisník zahraničního zpravodaje 1934–1941, L. Marek 2007 (překlad Ludvík Gréc)